# Wat Phailom (Pathum Thani)
Der Wat Phailom (Thai: วัดไผ่ล้อม) ist eine buddhistische Tempelanlage (Wat) im Landkreis (Amphoe) Sam Khok, Provinz (Changwat) Pathum Thani.

## Lage
Der Wat Phailom liegt am Westufer des Mae Nam Chao Phraya  in der Nähe von Pathum Thani. Man erreicht ihn leicht über die Straße Pathum Thani-Sam Khok, muss aber beim Verwaltungsgebäude der Amphoe Sam Khok eine Fähre benutzen.

## Baugeschichte
Wat Phailom wurde bereits in der Zeit des Königreichs Sukhothai gegründet. 
Das Hauptgebäude zeigt ein hübsch geschnitztes Dach, bei dem der Giebel in Blumenformationen übergeht. Zwei Chedis wurden errichtet, die feine Stuckarbeiten aufweisen.

## Sehenswürdigkeiten
- Hauptattraktion des Tempels sind weniger Buddha-Statuen, sondern eine riesige Kolonie von Silberklaffschnäbeln, die einen auf dem Gelände des Tempels liegenden Mangrovenwald als Überwinterungsquartier nutzen. Etwa 30.000 bis 40.000 Tiere finden sich jedes Jahr aus Sibirien und Nord-Indien über Bangladesch hier zusammen, um zu brüten und ihre Jungvögel aufzuziehen. Die Klaffschnabel-Störche ernähren sich von Apfelschnecken der umliegenden Reisfelder. Man hat erhöhte Wege angelegt, damit Vogelliebhaber sich ein besseres Bild vom Leben in der Kolonie machen können. Die Kolonie ist zwischen November/Dezember und April/Mai belebt, wenn die Vögel vor dem Einsetzen des Monsuns wieder nach Norden aufbrechen.
- Über die Klaffschnäbel hinaus kommen auch Pelikane, Eisvögel und Ibisse. Auch haben sich einige Tausend Flughunde eingefunden.
- Im Tempel selbst sind sehr schöne Wandmalereien zu besichtigen.